# Grupă protectoare

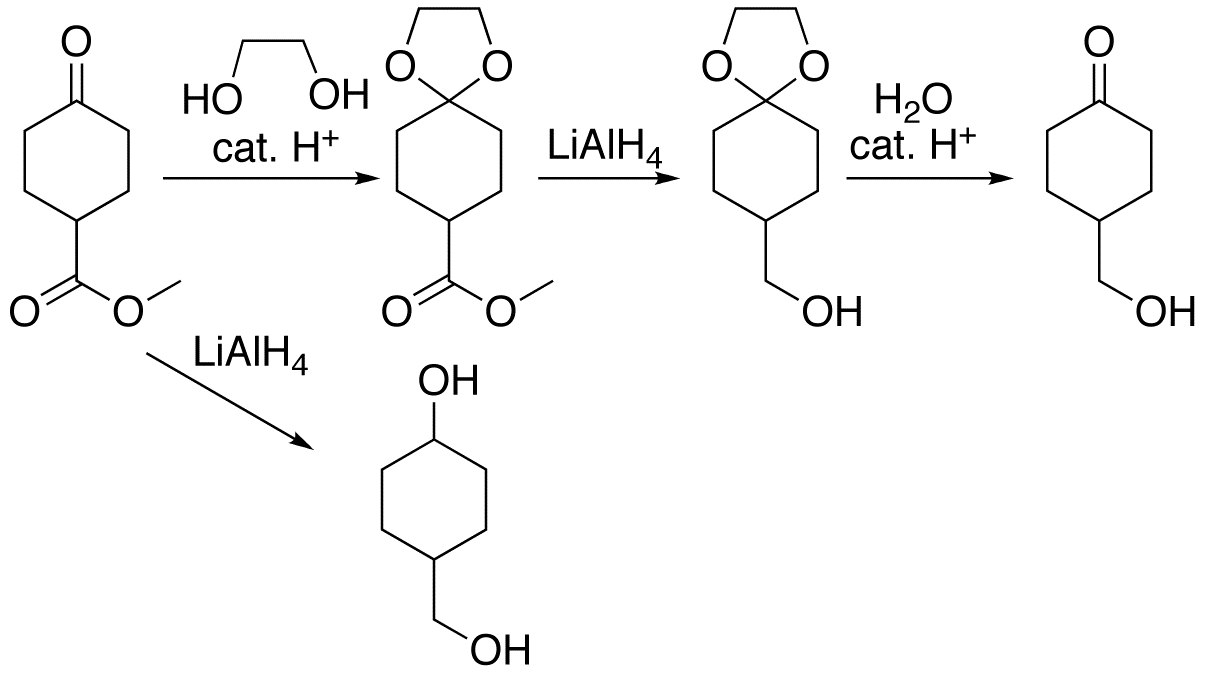
Un exemplu de protejare a grupei cetonice este reacționarea sa cu etilenglicol, formând un acetal. În acest caz se dorește doar reducerea grupei ester, iar fără protejare s-ar reduce și grupa ceto, formându-se un diol.

O grupă protectoare este o grupă funcțională care este inserată într-o moleculă prin intermediul unui proces chimic, cu scopul de a realiza o altă reacție chimică chemoselectivă. Protejarea unor grupe funcționale sensibile la atacul nedorit al unor reactanți este un proces deosebit de important în sinteza organică ce se desfășoară în etape multiple.
De exemplu, grupa amino este nucleofilă și reacționează cu specii electrofile, însă prin transformarea acesteia în carbamat se va pierde caracterul nucleofil. Cu alte cuvinte, protejarea unei amine prin carbamat permite realizarea unor reacții chimice la alte grupe funcționale prezente în moleculă, deoarece grupa carbamat va rămâne intactă. Principalul dezavantaj îl constituie faptul că această protejare adaugă două etape în sinteză (producerea intermediarului și deprotejarea după realizarea etapei chemoselective), ceea ce necesită timp și resurse adiționale.

## Exemple

### Protejarea grupelor alcoolice
Se pot utiliza următoarele grupe funcționale:

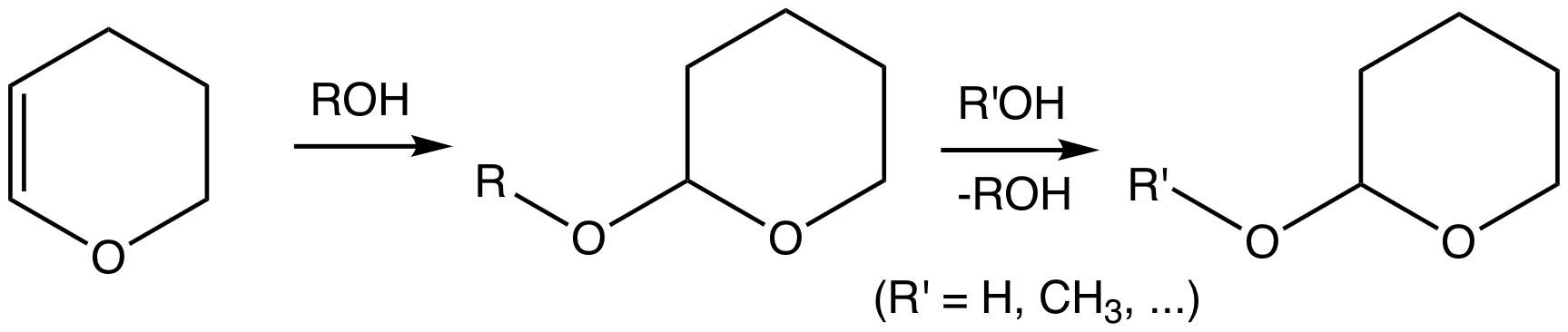
Protejarea unui alcool prin formarea unui tetrahidropiranileter, urmată de deprotonare. Ambele etape necesită catalizatori acizi.

- Acetil (Ac) – înlăturat prin reacția cu acizi sau baze
- Benzoil (Bz) – înlăturat prin reacția cu acizi sau baze; mai stabil decât Ac
- Benzil (Bn) – înlăturat prin hidrogenoliză
- β-metoxietoximetileter (MEM) – înlăturat prin reacția cu acizi
- Metoximetileter (MOM) –înlăturat prin reacția cu acizi
- p-methoxibenzileter (PMB) – înlăturat prin reacția cu acizi, hidrogenoliză sau oxidare
- Pivaloil (Piv) – înlăturat prin reacția cu acizi, baze sau agenți reducători; mai stabil decât grupe acil
- Tetrahidropiranil (THP) – înlăturat prin reacția cu acizi
- Tetrahidrofuran (THF) – înlăturat prin reacția cu acizi
- Tritil (trifenilmetil, Tr) – înlăturat prin reacția cu acizi sau hidrogenoliză
- Silileter – înlăturat prin reacția cu acizi sau ion fluorură
- Metileteri – înlăturat prin reacția cu TMSI în acetonitril sau cloroform
- Etoxietileteri (EE) – înlăturat prin reacția cu acid clorhidric 1N[3]

### Protejarea grupelor aminice
Se pot utiliza următoarele grupe funcționale:
- Acetil (Ac) – înlăturat prin reacția cu baze
- Benzil (Bn) – înlăturat prin reacția de hidrogenoliză
- Benzoil (Bz) – înlăturat prin reacția cu baze
- Carbamat – înlăturat prin reacția cu acizi și încălzire
- Sulfonamidă – înlăturat prin reacția cu iodură de samariu, hidrură de tributilstaniu[4]
- Tozil (Ts) – înlăturat prin reacția cu acizi concentrați și agenți reducători puternici

### Protejarea grupelor carbonil
Se pot utiliza următoarele grupe funcționale:
- Acetal și cetal – înlăturat prin reacția cu acizi
- Acilal – înlăturat prin reacția cu acizi Lewis
- Ditian – înlăturat prin reacția cu săruri metalice sau agenți oxidanți

Se pot utiliza următoarele grupe funcționale:
- Esteri benzilici – înlăturat prin reacția de hidrogenoliză
- Esteri metilici – înlăturat prin reacția cu acizi sau baze
- Esteri terț-butilici – înlăturat prin reacția cu acizi, baze sau agenți reducători
- Ortoesteri – înlăturat prin reacția cu soluții de acizi diluate (se obține un ester)
- Oxazolină – înlăturat prin reacția cu acizi tari (pH < 1, t > 100 °C) sau baze (pH > 12, t > 100 °C)
- Silil